# Pietro Ferrero (football)
Pour les articles homonymes, voir Pietro Ferrero.
Pietro Ferrero (né le 23 mai 1905 à Turin dans le Piémont et mort à une date inconnue) est un joueur de football italien, qui jouait en tant que défenseur central.

## Biographie
Il évolue tout d'abord avec le club de sa ville natale de la Juventus pendant 8 ans, entre 1926 et 1934, en tant que doublure de Virginio Rosetta et Umberto Caligaris (disputant son premier match le 7 novembre 1926 lors d'un succès 4-1 contre l'Inter).
Il remporte 4 scudetti avec la Juve.
Il termine ensuite sa carrière à Sampierdarenese où il ne reste qu'une saison.

## Palmarès
Juventus
- Championnat d'Italie (4) :
  - Champion : 1930-31, 1931-32, 1932-33 et 1933-34.